# Худиды
Династия Худидов — династия, правившая в 1039—1142 гг. в Сарагосе (Испания).

## История
Худиды утвердились в Сарагосе в тот момент, когда с севера на мусульманские владения усилился натиск христиан. Сыну основателя династии Ахмаду I ал-Муктадиру пришлось много воевать с ними. Он известен также в связи с предпринятыми им широкомасштабными строительными работами. На службе у эмира находился знаменитый рыцарь Родриго Диас де Вивар, прозванный Сидом Кампеадором. Этому замечательному полководцу удалось разбить всех врагов Худидов — от мусульман Валенсии до короля Арагона. Внук Ахмада I, Ахмад II ал-Мустаин, пал в 1110 г. в битве с христианами. После этого Худиды сделались вассалами Альморавидов, но это не спасло их от новых поражений. Сын Ахмада II, Абд ал-Малик, утратил Сарагосу, которая была захвачена в декабре 1118 г. арагонским королём Альфонсом I. Сам эмир укрылся при этом в Руэде. В 1142 г., при его внуке Ахмаде III ал-Мустансире, остатки владений Худидов были завоеваны арагонцами.

## Правители
- Сулейман ибн Худ аль-Мустаин (1039—1046)
- Ахмад I аль-Муктадир (1046—1081)
- Юсуф аль-Мутамид (1081—1085)
- Ахмад II аль-Мустаин (1085—1110)
- Имад ад-даула Абд аль-Малик (1110—1119)
- Ахмад III аль-Мустансир (1119—1142)